# دوري كرة القدم المالطي الدرجة الثانية 2009–10
دوري كرة القدم المالطي الدرجة الثانية 2009–10 (بالإنجليزية: 2009–10 Maltese Second Division)‏ هو موسم من دوري كرة القدم المالطي الدرجة الثانية ‏. فاز فيه Lija Athletic F.C. ‏.